# Tempel van Haedong Yonggungsa
De tempel van Haedong Yonggungsa (Hangul: 해동용궁사) is een boeddhistische tempel in Gijang-gun, nabij de Zuid-Koreaanse stad Busan.
Het bouwwerk kwam in 1376 tot stand op initiatief van de monnik Naong Hyegeun, een adviseur van koning Gongmin van Goryeo. De tempel is gebouwd op een berg, die Bongrae werd genoemd. Tijdens de Japanse bezetting van Korea werd het complex vernield en in de jaren dertig van de twintigste eeuw weer herbouwd.